# Yégo
Ne doit pas être confondu avec Yélo.
Pour les articles homonymes, voir Yego.
Yégo est le réseau de transport en commun de la communauté de communes de Maremne-Adour-Côte-Sud (MACS) depuis le 25 août 2014. Ce réseau est exploité par Trans-Landes.

## Présentation
Signification du nom : La syllabe « Yé » évoque un « Yes ». Quant à la syllabe « Go », elle est selon la communauté de communes, une « invitation à « Y aller » ! ». Par ailleurs, llego signifie en espagnol « j'arrive ! ».
Yégo fait partie de MOBIMACS, l'offre globale de transport de la MACS.
Le réseau est composé de trois lignes régulières complétées par neuf lignes en juillet et août.
Quatre lignes régulières en heures de pointe du matin, midi et fin d’après-midi :
- de 4 à 11 allers et retours par jour du lundi au samedi, selon les lignes ;
- deux pôles multimodaux : un à Soustons offrant des connexions avec les lignes XL’R rejoignant Dax et Bayonne, et un à la gare SNCF de Saint-Vincent-de-Tyrosse offrant des correspondances avec les trains TER à destination et en provenance de Bayonne et Dax

Neuf lignes estivales : 
- Plusieurs allers-retours par jour, selon les lignes ;
- Une solution de déplacement pour rejoindre les principaux lieux (plages, office de tourisme, mail, etc.)

Ces deux services sont accessibles aux personnes à mobilité réduite. La mise en œuvre d’un réseau de covoiturage participatif et le développement de liaisons cyclables sont également prévus.

### Financement
La Communauté de communes de Maremne-Adour-Côte-Sud instaure à partir du 1er juillet 2014 le versement transport. Les assujettis de cette taxe sont les entreprises qui emploient  plus de 9 salariés, au taux de 0.6 % des rémunérations versées aux salariés et soumises à cotisations. Cette mesure a soulevé une opposition de la part d'entrepreneurs du territoire.

## Lignes du réseau

### Lignes régulières
| Ligne | Caractéristiques | Caractéristiques                                                                  | Caractéristiques                                                                  | Caractéristiques                                                                  | Caractéristiques                                                                  | Caractéristiques                                                                  | Caractéristiques                                                                  | Caractéristiques                                                                  | Caractéristiques                                                                  |
| 1A    | Labenne — Gare SNCF ⥋ Saint-Vincent-de-Tyrosse — Burry / Lycée | Labenne — Gare SNCF ⥋ Saint-Vincent-de-Tyrosse — Burry / Lycée                    | Labenne — Gare SNCF ⥋ Saint-Vincent-de-Tyrosse — Burry / Lycée                    | Labenne — Gare SNCF ⥋ Saint-Vincent-de-Tyrosse — Burry / Lycée                    | Labenne — Gare SNCF ⥋ Saint-Vincent-de-Tyrosse — Burry / Lycée                    | Labenne — Gare SNCF ⥋ Saint-Vincent-de-Tyrosse — Burry / Lycée                    | Labenne — Gare SNCF ⥋ Saint-Vincent-de-Tyrosse — Burry / Lycée                    | Labenne — Gare SNCF ⥋ Saint-Vincent-de-Tyrosse — Burry / Lycée                    | Labenne — Gare SNCF ⥋ Saint-Vincent-de-Tyrosse — Burry / Lycée                    |
| ----- | --- | --------------------------------------------------------------------------------- | --------------------------------------------------------------------------------- | --------------------------------------------------------------------------------- | --------------------------------------------------------------------------------- | --------------------------------------------------------------------------------- | --------------------------------------------------------------------------------- | --------------------------------------------------------------------------------- | --------------------------------------------------------------------------------- |
| 1A    | Ouverture / Fermeture 4 septembre 2017 / — | Longueur —                                                                        | Durée 44 min                                                                      | Nb. d’arrêts 23                                                                   | Matériel Standards                                                                | Jours de fonctionnement L, Ma, Me, J, V, S                                        | Jour / Soir / Nuit / Fêtes O / N / N / N                                          | Voy. / an —                                                                       | Exploitant Trans-Landes                                                           |
| 1A    | Desserte : - Villes et lieux desservis : Labenne (Gare SNCF, Foyer, Lartigau), Capbreton (La Civelle, Église, Gare Routière, Stade, Collège Jean Rostand), Soorts-Hossegor (Office de Tourisme, Ecole, Stade, Zone Artisanale Pédebert) , Angresse (Mairie, Zone Artisanale du Tuquet) et Saint-Vincent-de-Tyrosse (Tourren, Gare SNCF, Mairie, Casablanca, Burry, Lycée). - Gare(s) desservie(s) : Gare de Labenne, Gare de Saint-Vincent-de-Tyrosse                                                                        |                                                                                   |                                                                                   |                                                                                   |                                                                                   |                                                                                   |                                                                                   |                                                                                   |                                                                                   |
| 1A    | Autre : - Arrêts non accessibles aux UFR : — - Particularités : La ligne fonctionne du lundi au samedi de 6 h 50 à 19 h 42. - Date de dernière mise à jour : 2 septembre 2017. |                                                                                   |                                                                                   |                                                                                   |                                                                                   |                                                                                   |                                                                                   |                                                                                   |                                                                                   |

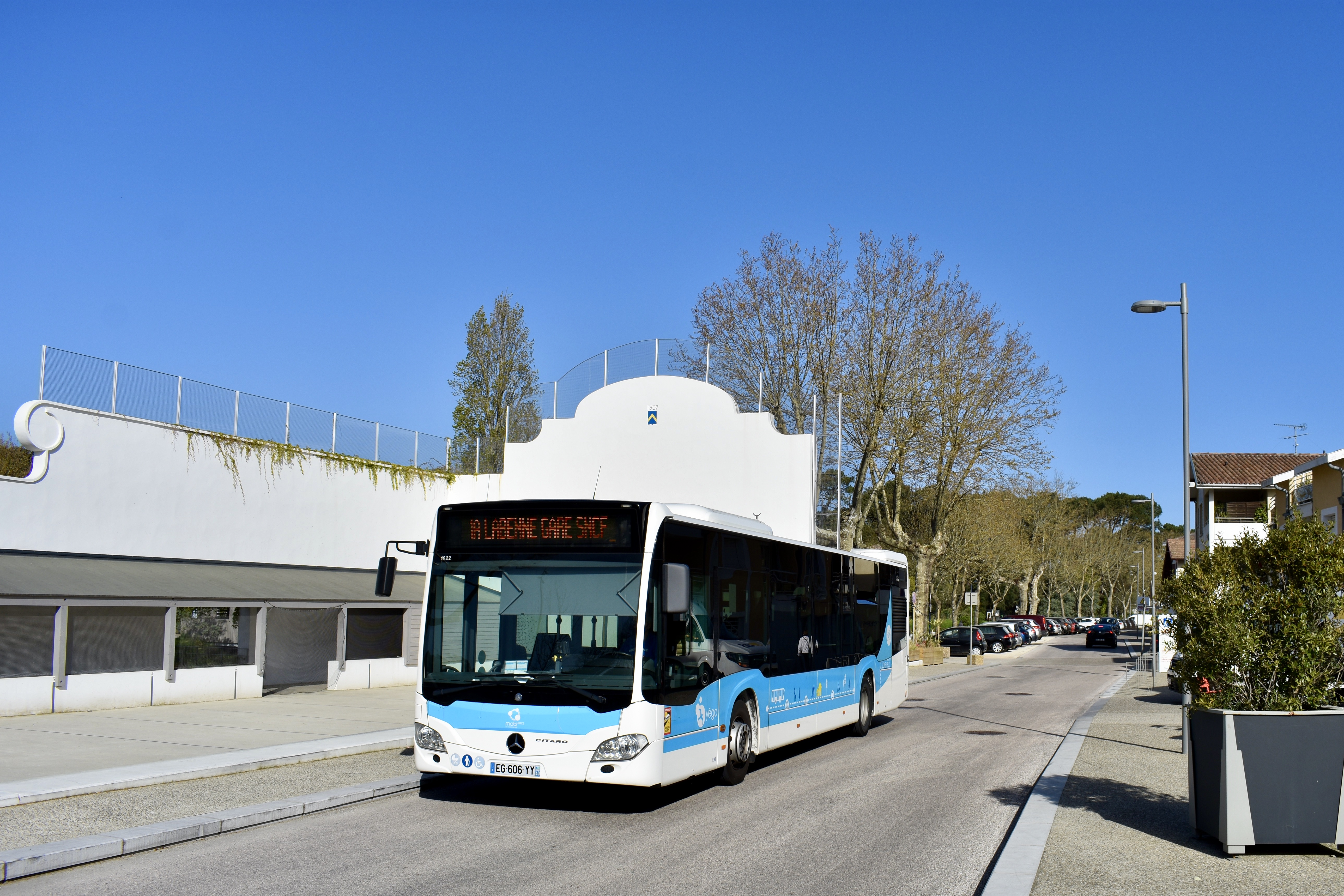
Ligne 1A
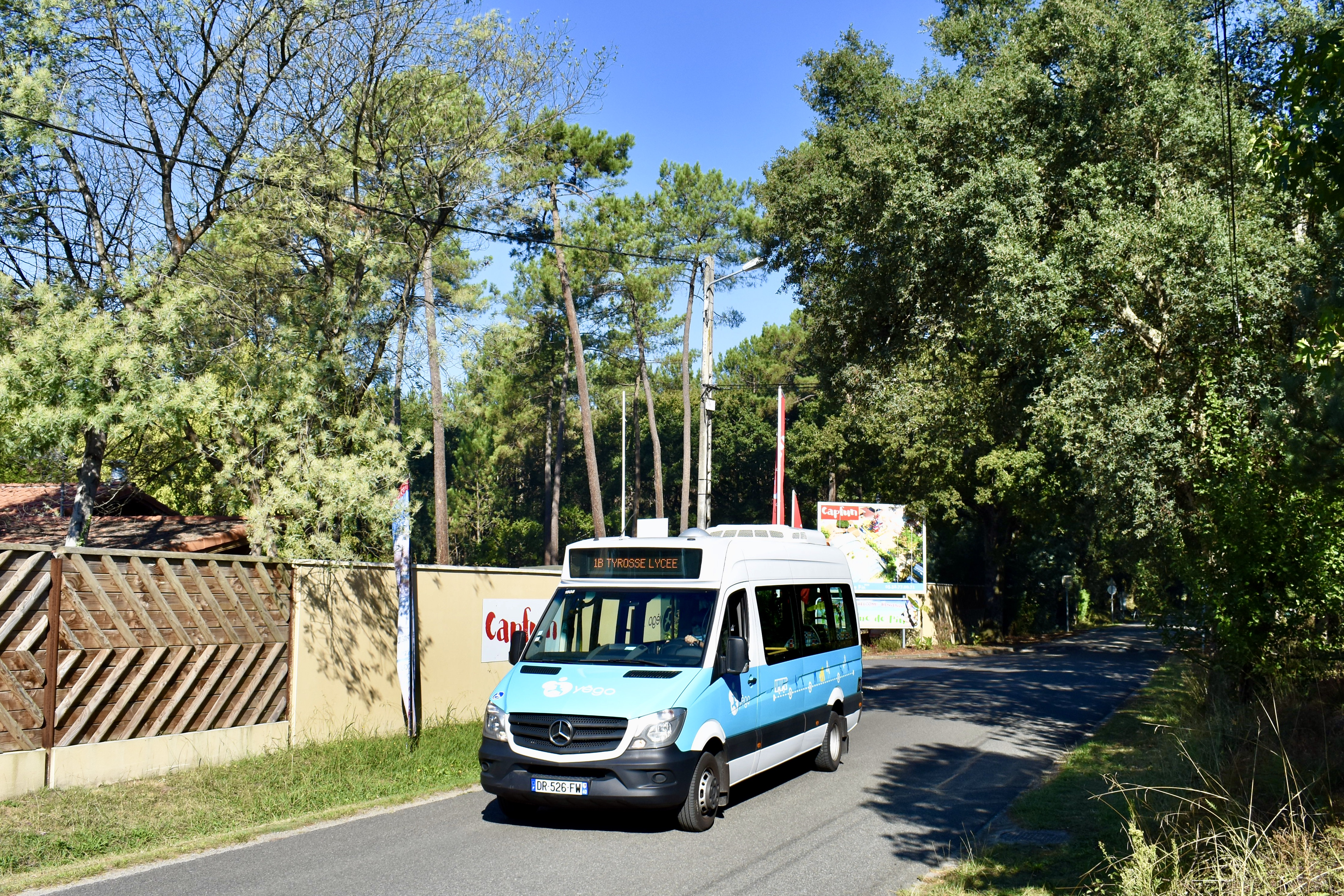
Ligne 1B
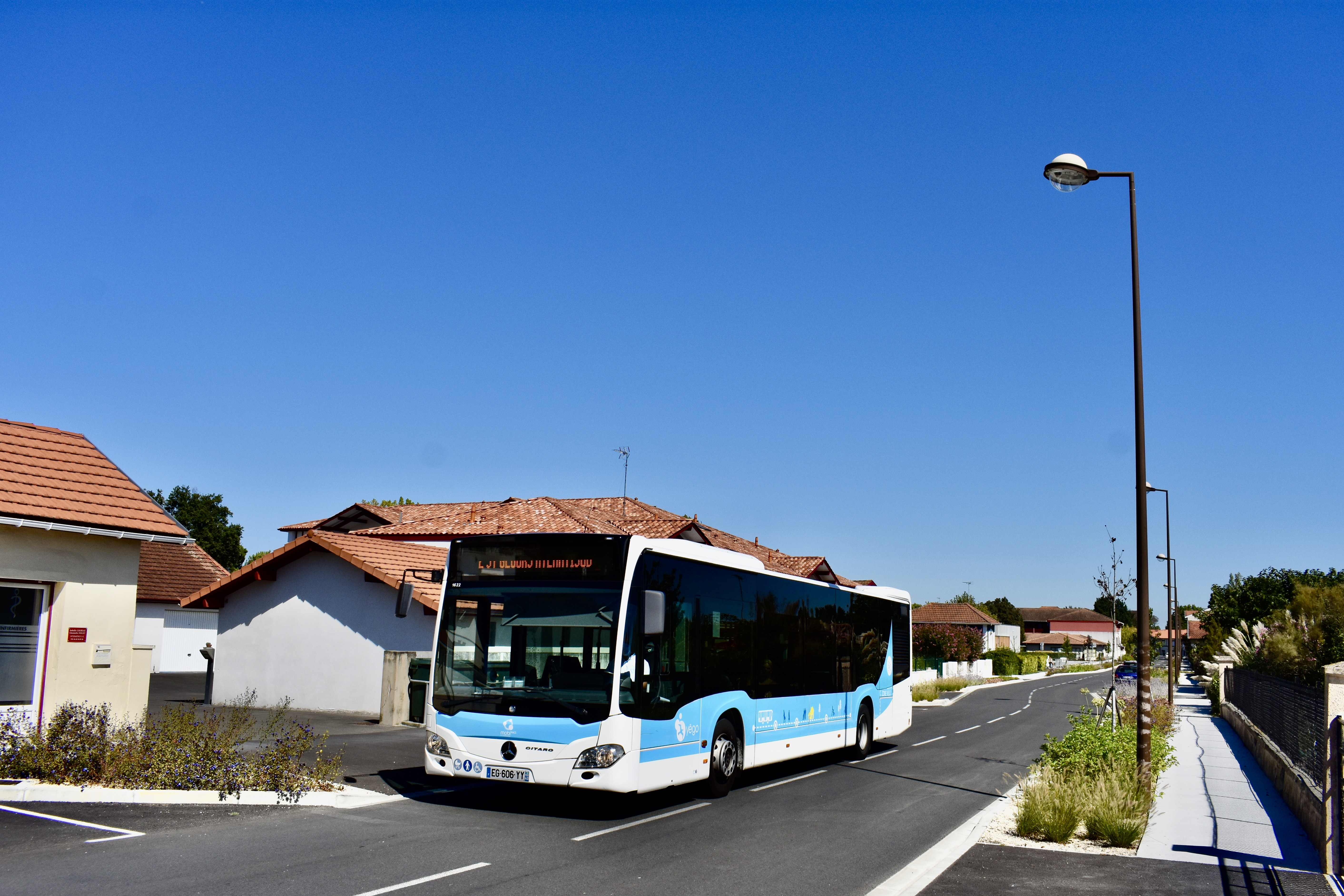
Ligne 2
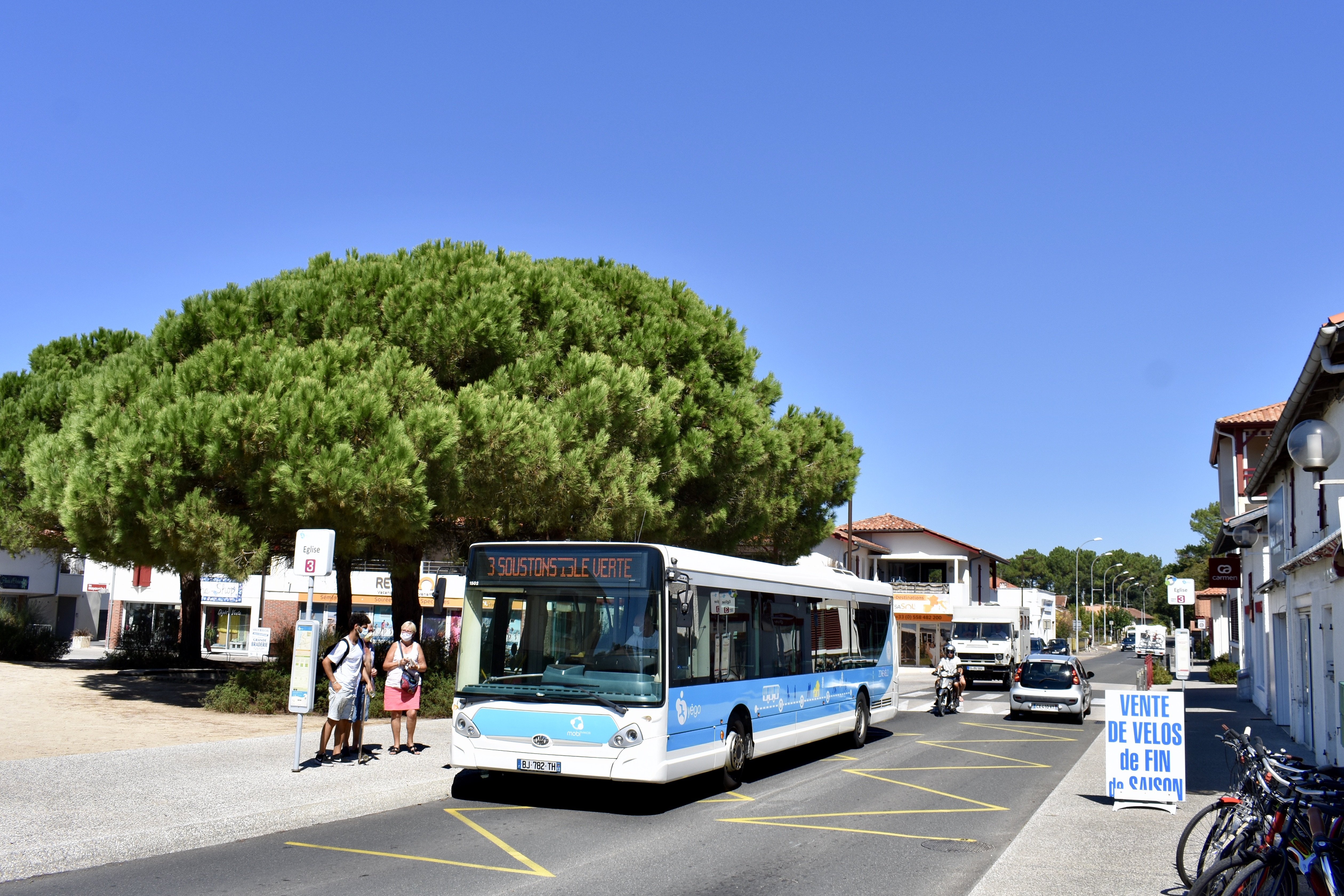
Ligne 3

| 1A    | Dernière actualisation : — |                                                                                   |                                                                                   |                                                                                   |                                                                                   |                                                                                   |                                                                                   |                                                                                   |                                                                                   |
| 1B    | Bénesse-Maremne — Cantegrit ⥋ Saint-Vincent-de-Tyrosse — Lycée | Bénesse-Maremne — Cantegrit ⥋ Saint-Vincent-de-Tyrosse — Lycée                    | Bénesse-Maremne — Cantegrit ⥋ Saint-Vincent-de-Tyrosse — Lycée                    | Bénesse-Maremne — Cantegrit ⥋ Saint-Vincent-de-Tyrosse — Lycée                    | Bénesse-Maremne — Cantegrit ⥋ Saint-Vincent-de-Tyrosse — Lycée                    | Bénesse-Maremne — Cantegrit ⥋ Saint-Vincent-de-Tyrosse — Lycée                    | Bénesse-Maremne — Cantegrit ⥋ Saint-Vincent-de-Tyrosse — Lycée                    | Bénesse-Maremne — Cantegrit ⥋ Saint-Vincent-de-Tyrosse — Lycée                    | Bénesse-Maremne — Cantegrit ⥋ Saint-Vincent-de-Tyrosse — Lycée                    |
| 1B    | Ouverture / Fermeture 4 septembre 2017 / — | Longueur —                                                                        | Durée 34 min                                                                      | Nb. d’arrêts 65                                                                   | Matériel Minibus                                                                  | Jours de fonctionnement L, Ma, Me, J, V, S                                        | Jour / Soir / Nuit / Fêtes O / N / N / N                                          | Voy. / an —                                                                       | Exploitant Trans-Landes                                                           |
| 1B    | Desserte : - Villes et lieux desservis : Bénesse-Maremne (Cantegrit, Mairie, Gare SNCF, ZA Ariet), Capbreton (ZA Les Deux Pins, Gare Routière, Mairie, Plage La Savane, Plage Centrale, Le Bourret, Collège Jean Rostand), Soorts-Hossegor (Office de Tourisme, Ecole, Stade, Zone Artisanale Pédebert) , Seignosse (Mairie, Ecoles) Saubion (Mairie) et Saint-Vincent-de-Tyrosse (Tourren, Gare SNCF, Mairie, Casablanca, Burry, Lycée). - Gare(s) desservie(s) : Gare de Bénesse-Maremne, Gare de Saint-Vincent-de-Tyrosse |                                                                                   |                                                                                   |                                                                                   |                                                                                   |                                                                                   |                                                                                   |                                                                                   |                                                                                   |
| 1B    | Autre : - Arrêts non accessibles aux UFR : — - Particularités : La ligne fonctionne du lundi au samedi de 7 h 0 à 18 h 45. - Date de dernière mise à jour : 2 septembre 2017. |                                                                                   |                                                                                   |                                                                                   |                                                                                   |                                                                                   |                                                                                   |                                                                                   |                                                                                   |
| 1B    | Dernière actualisation : — |                                                                                   |                                                                                   |                                                                                   |                                                                                   |                                                                                   |                                                                                   |                                                                                   |                                                                                   |
| 2     | Soustons — Isle Verte ⥋ Saint-Geours-de-Maremne — Église / Atlantisud / Aygueblue | Soustons — Isle Verte ⥋ Saint-Geours-de-Maremne — Église / Atlantisud / Aygueblue | Soustons — Isle Verte ⥋ Saint-Geours-de-Maremne — Église / Atlantisud / Aygueblue | Soustons — Isle Verte ⥋ Saint-Geours-de-Maremne — Église / Atlantisud / Aygueblue | Soustons — Isle Verte ⥋ Saint-Geours-de-Maremne — Église / Atlantisud / Aygueblue | Soustons — Isle Verte ⥋ Saint-Geours-de-Maremne — Église / Atlantisud / Aygueblue | Soustons — Isle Verte ⥋ Saint-Geours-de-Maremne — Église / Atlantisud / Aygueblue | Soustons — Isle Verte ⥋ Saint-Geours-de-Maremne — Église / Atlantisud / Aygueblue | Soustons — Isle Verte ⥋ Saint-Geours-de-Maremne — Église / Atlantisud / Aygueblue |
| 2     | Ouverture / Fermeture 25 août 2014 / — | Longueur —                                                                        | Durée 39 min                                                                      | Nb. d’arrêts 17                                                                   | Matériel Standards                                                                | Jours de fonctionnement L, Ma, Me, J, V, S                                        | Jour / Soir / Nuit / Fêtes O / N / N / N                                          | Voy. / an —                                                                       | Exploitant Trans-Landes                                                           |
| 2     | Desserte : - Villes et lieux desservis : Soustons (Isle Verte, Darrigade, Sterling, Cramat, Hardy), Tosse (Église, École), Saint-Vincent-de-Tyrosse (Clercq, Tourren, Gare SNCF, Mairie, Lycée, Burry, Casablanca-Burry), Saint-Geours-de-Maremne (Barias, Église, Aygueblue , Atlantisud). - Gare(s) desservie(s) : Gare de Saint-Vincent-de-Tyrosse |                                                                                   |                                                                                   |                                                                                   |                                                                                   |                                                                                   |                                                                                   |                                                                                   |                                                                                   |
| 2     | Autre : - Arrêts non accessibles aux UFR : — - Particularités : La ligne fonctionne du lundi au samedi de 7 h 10 à 19 h 28. - Date de dernière mise à jour : 2 septembre 2017. |                                                                                   |                                                                                   |                                                                                   |                                                                                   |                                                                                   |                                                                                   |                                                                                   |                                                                                   |
| 2     | Dernière actualisation : — |                                                                                   |                                                                                   |                                                                                   |                                                                                   |                                                                                   |                                                                                   |                                                                                   |                                                                                   |
| 3     | Moliets-et-Maa — Office de Tourisme ⥋ Soustons — Isle Verte | Moliets-et-Maa — Office de Tourisme ⥋ Soustons — Isle Verte                       | Moliets-et-Maa — Office de Tourisme ⥋ Soustons — Isle Verte                       | Moliets-et-Maa — Office de Tourisme ⥋ Soustons — Isle Verte                       | Moliets-et-Maa — Office de Tourisme ⥋ Soustons — Isle Verte                       | Moliets-et-Maa — Office de Tourisme ⥋ Soustons — Isle Verte                       | Moliets-et-Maa — Office de Tourisme ⥋ Soustons — Isle Verte                       | Moliets-et-Maa — Office de Tourisme ⥋ Soustons — Isle Verte                       | Moliets-et-Maa — Office de Tourisme ⥋ Soustons — Isle Verte                       |
| 3     | Ouverture / Fermeture 25 août 2014 / — | Longueur —                                                                        | Durée 25 min                                                                      | Nb. d’arrêts 7                                                                    | Matériel Standards                                                                | Jours de fonctionnement L, Ma, Me, J, V, S                                        | Jour / Soir / Nuit / Fêtes O / N / N / N                                          | Voy. / an —                                                                       | Exploitant Trans-Landes                                                           |
| 3     | Desserte : - Villes et lieux desservis : Moliets-et-Maâ (Office de Tourisme), Messanges (Hall des Sports, Pey de l'Encre), Vieux-Boucau (Église), Soustons (Pinsolle, Péchique, Darrigade, Isle Verte). - Gare(s) desservie(s) : - |                                                                                   |                                                                                   |                                                                                   |                                                                                   |                                                                                   |                                                                                   |                                                                                   |                                                                                   |
| 3     | Autre : - Arrêts non accessibles aux UFR : — - Particularités : La ligne fonctionne du lundi au samedi de 6 h 50 à 19 h 5. - Date de dernière mise à jour : 2 septembre 2017. |                                                                                   |                                                                                   |                                                                                   |                                                                                   |                                                                                   |                                                                                   |                                                                                   |                                                                                   |
| 3     | Dernière actualisation : — |                                                                                   |                                                                                   |                                                                                   |                                                                                   |                                                                                   |                                                                                   |                                                                                   |                                                                                   |

- Ligne 1A
- Ligne 1B
- Ligne 2
- Ligne 3

### Lignes estivales
Pendant la période estivale la Communauté de communes de Maremne-Adour-Côte-Sud met en place, en plus du réseau annuel, un service de navettes pour desservir les plages. Pendant cette période le réseau est entièrement gratuit.
| Ligne | Caractéristiques | Caractéristiques                                                                          | Caractéristiques                                                                          | Caractéristiques                                                                          | Caractéristiques                                                                          | Caractéristiques                                                                          | Caractéristiques                                                                          | Caractéristiques                                                                          | Caractéristiques                                                                          |
| 3     | Soustons — Gymnase de la Fontaine ⥋ Messanges — Plage | Soustons — Gymnase de la Fontaine ⥋ Messanges — Plage                                     | Soustons — Gymnase de la Fontaine ⥋ Messanges — Plage                                     | Soustons — Gymnase de la Fontaine ⥋ Messanges — Plage                                     | Soustons — Gymnase de la Fontaine ⥋ Messanges — Plage                                     | Soustons — Gymnase de la Fontaine ⥋ Messanges — Plage                                     | Soustons — Gymnase de la Fontaine ⥋ Messanges — Plage                                     | Soustons — Gymnase de la Fontaine ⥋ Messanges — Plage                                     | Soustons — Gymnase de la Fontaine ⥋ Messanges — Plage                                     |
| ----- | --- | ----------------------------------------------------------------------------------------- | ----------------------------------------------------------------------------------------- | ----------------------------------------------------------------------------------------- | ----------------------------------------------------------------------------------------- | ----------------------------------------------------------------------------------------- | ----------------------------------------------------------------------------------------- | ----------------------------------------------------------------------------------------- | ----------------------------------------------------------------------------------------- |
| 3     | Ouverture / Fermeture 4 juillet 2015 / — | Longueur —                                                                                | Durée 45 min                                                                              | Nb. d’arrêts 16                                                                           | Matériel —                                                                                | Jours de fonctionnement L, Ma, Me, J, V, S, D                                             | Jour / Soir / Nuit / Fêtes O / N / N / O                                                  | Voy. / an —                                                                               | Exploitant Trans-Landes                                                                   |
| 3     | Desserte : - Villes et lieux desservis : Soustons (Gymnase de la Fontaine, Pechique, Airial, Pinsolle, Plage, Conquillots Pignada), Vieux-Boucau (Église, Fronton, Les Sabières), Messanges (ZA Pey de l'Ancre, Hall des Sports, Moissan, Plage) - Gare(s) desservie(s) : - |                                                                                           |                                                                                           |                                                                                           |                                                                                           |                                                                                           |                                                                                           |                                                                                           |                                                                                           |
| 3     | Autre : - Arrêts non accessibles aux UFR : — - Particularités : - Date de dernière mise à jour : 21 juillet 2015. |                                                                                           |                                                                                           |                                                                                           |                                                                                           |                                                                                           |                                                                                           |                                                                                           |                                                                                           |

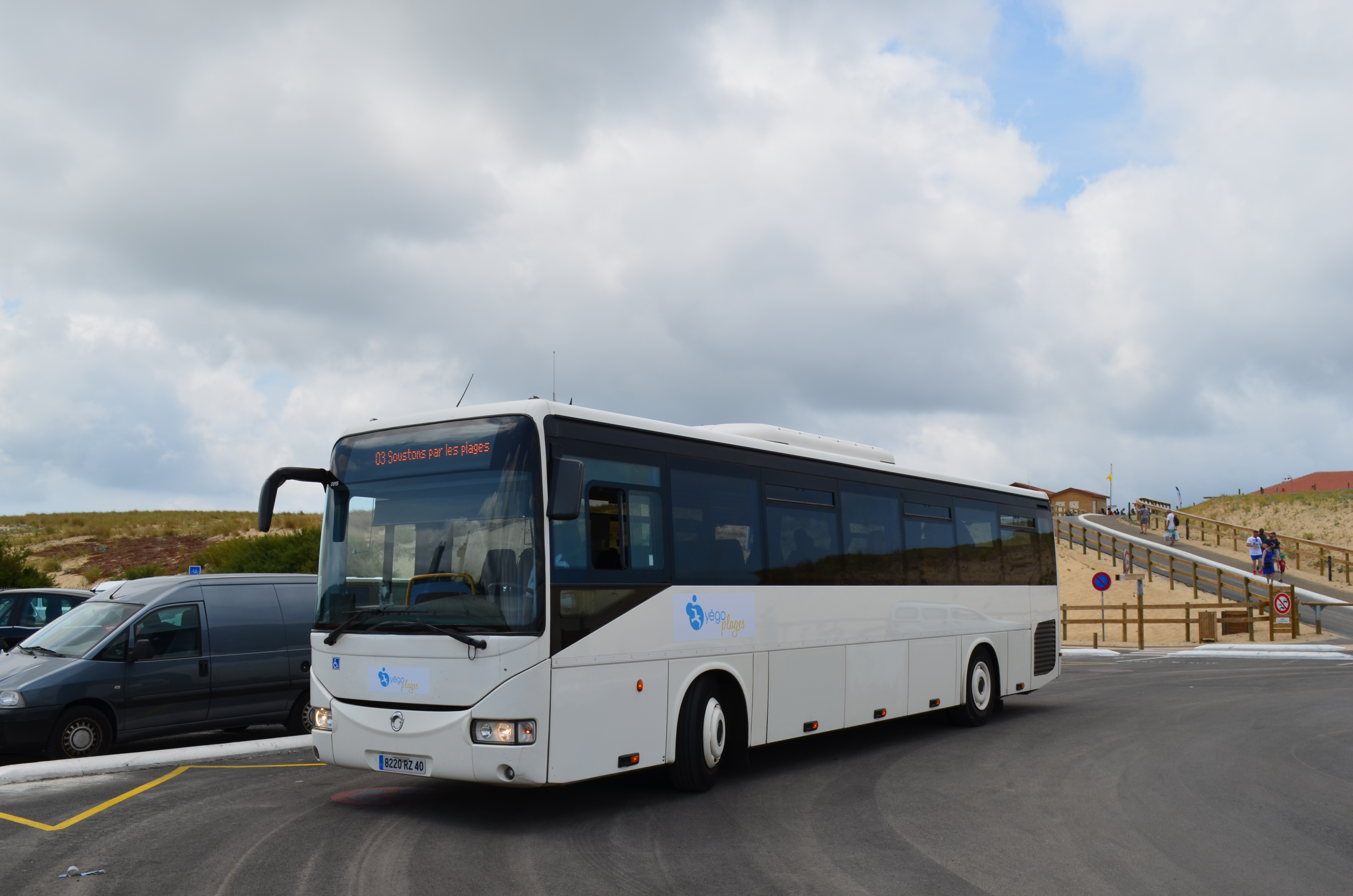
Ligne 03 Plages Messanges Plage
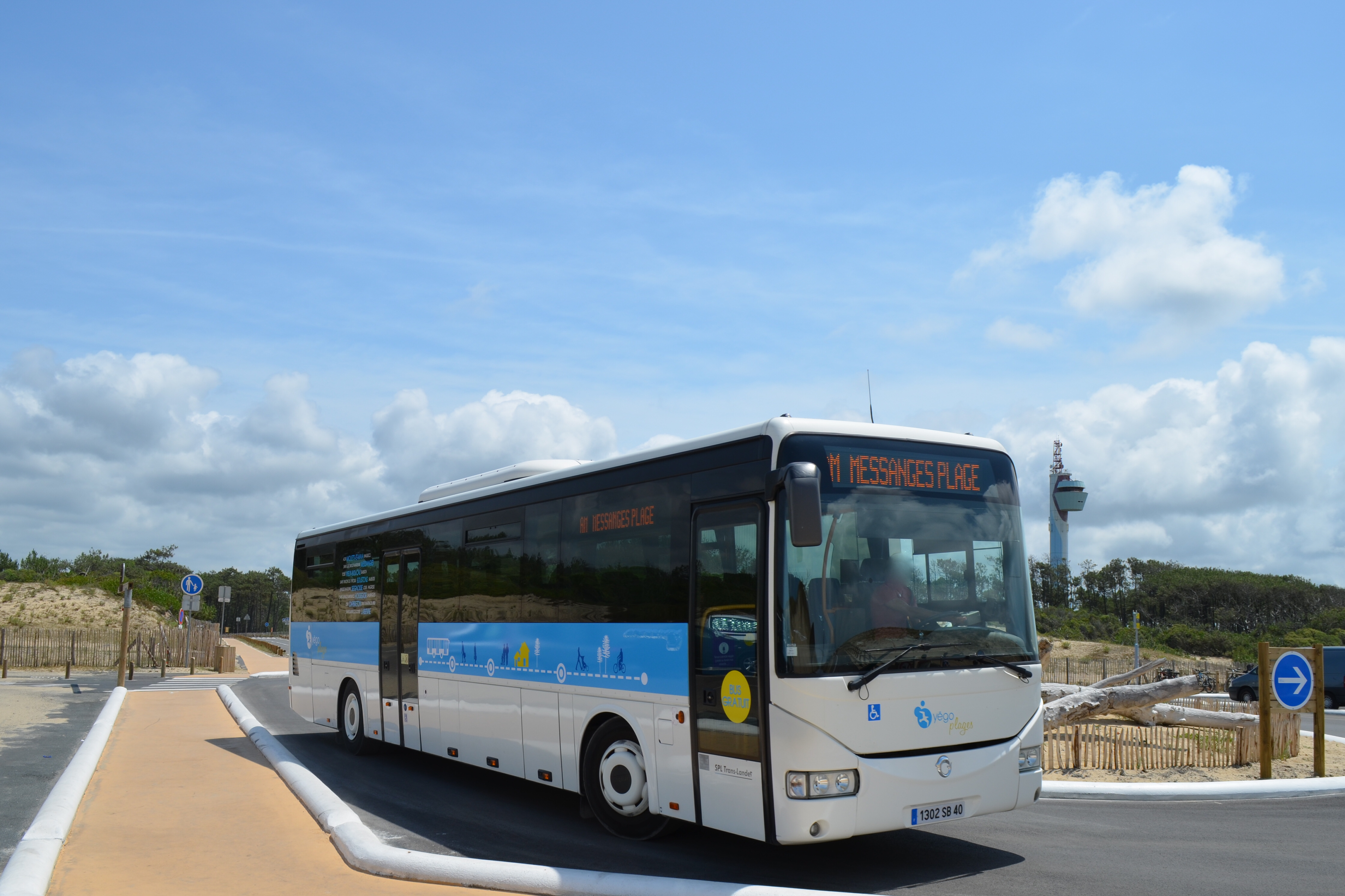
Ligne AM Messanges Plage
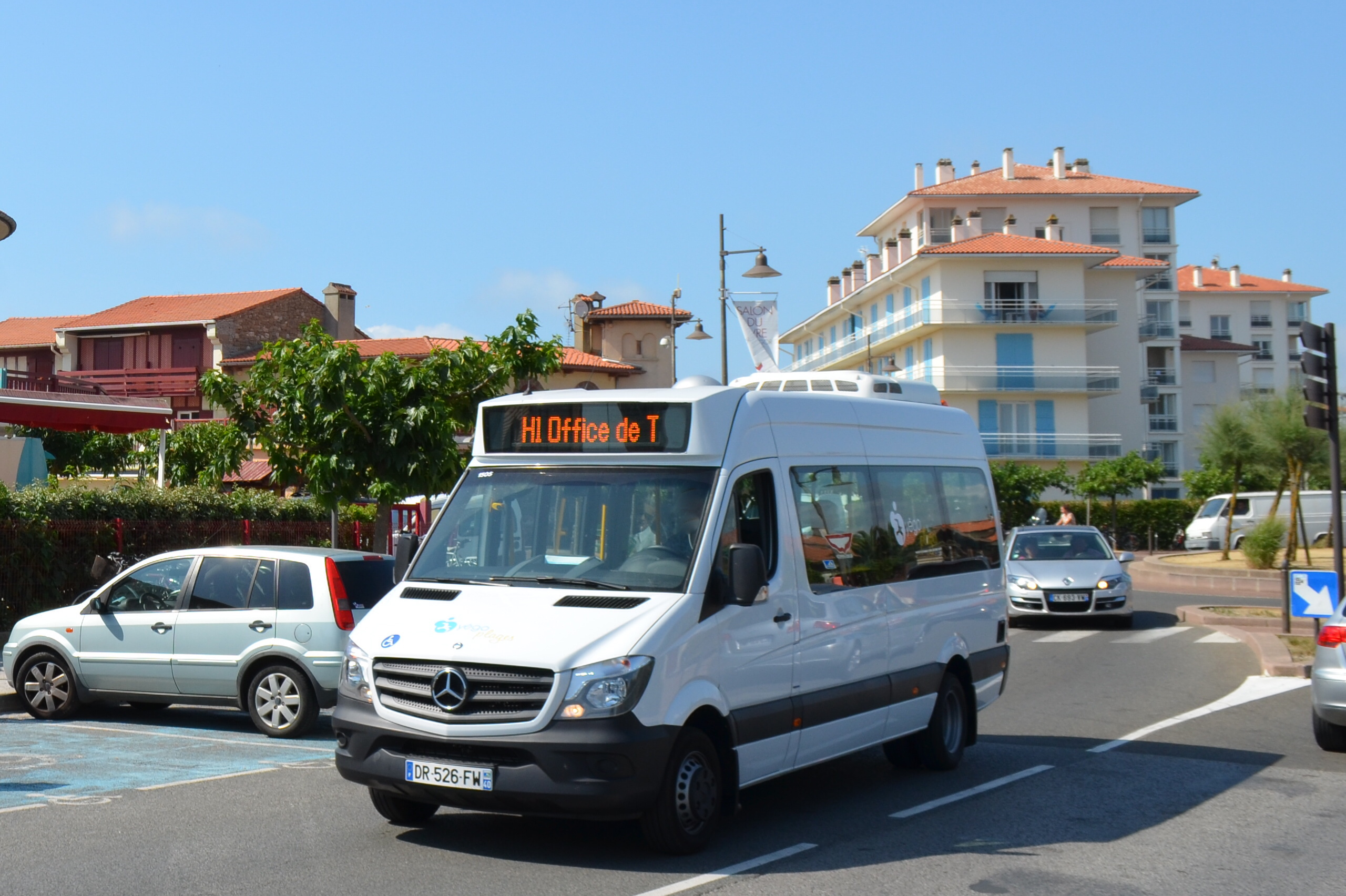
Ligne H1 Soorts-Hossegor Plage Centrale
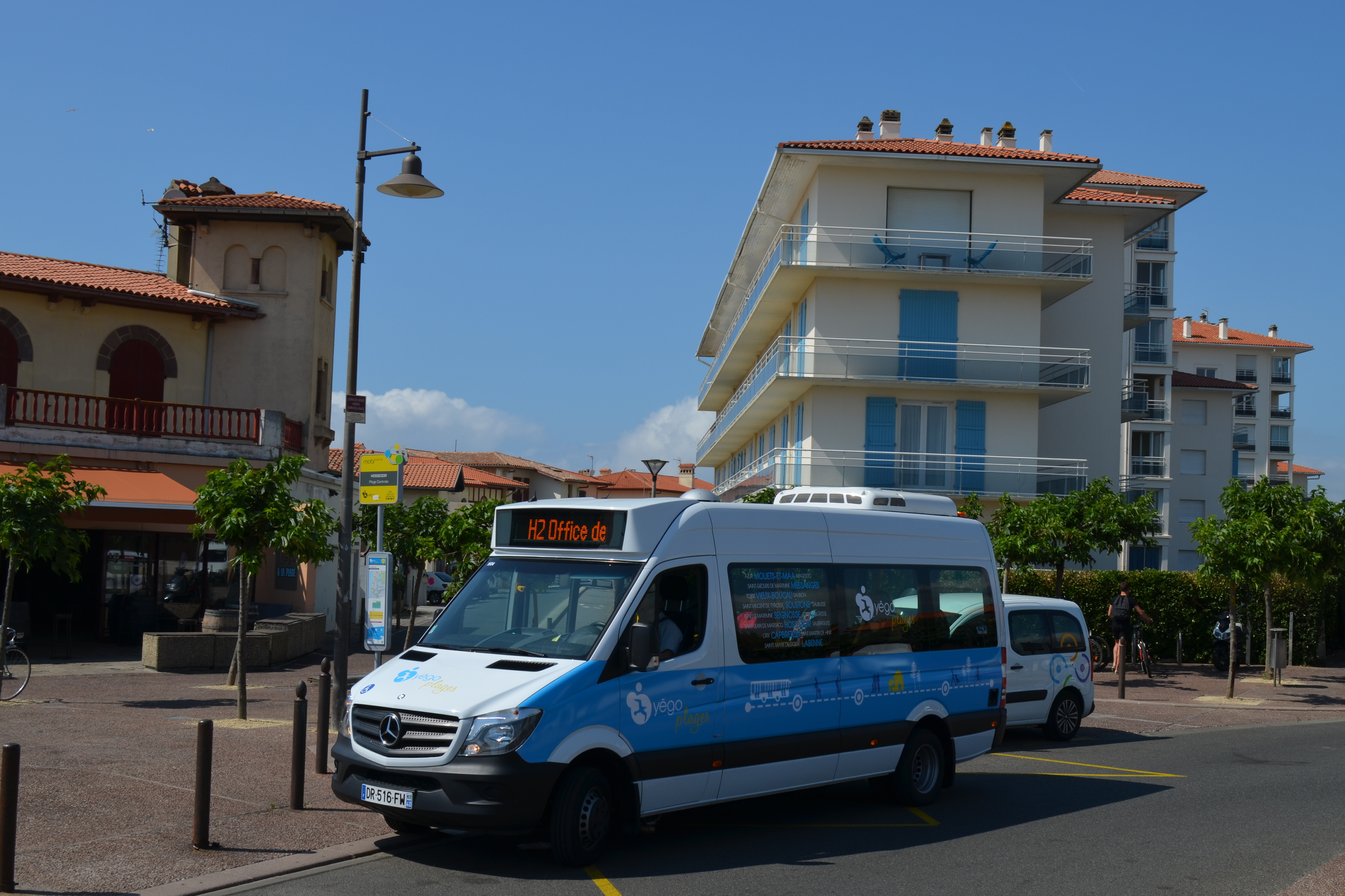
Ligne H2 Soorts-Hossegor Plage Centrale
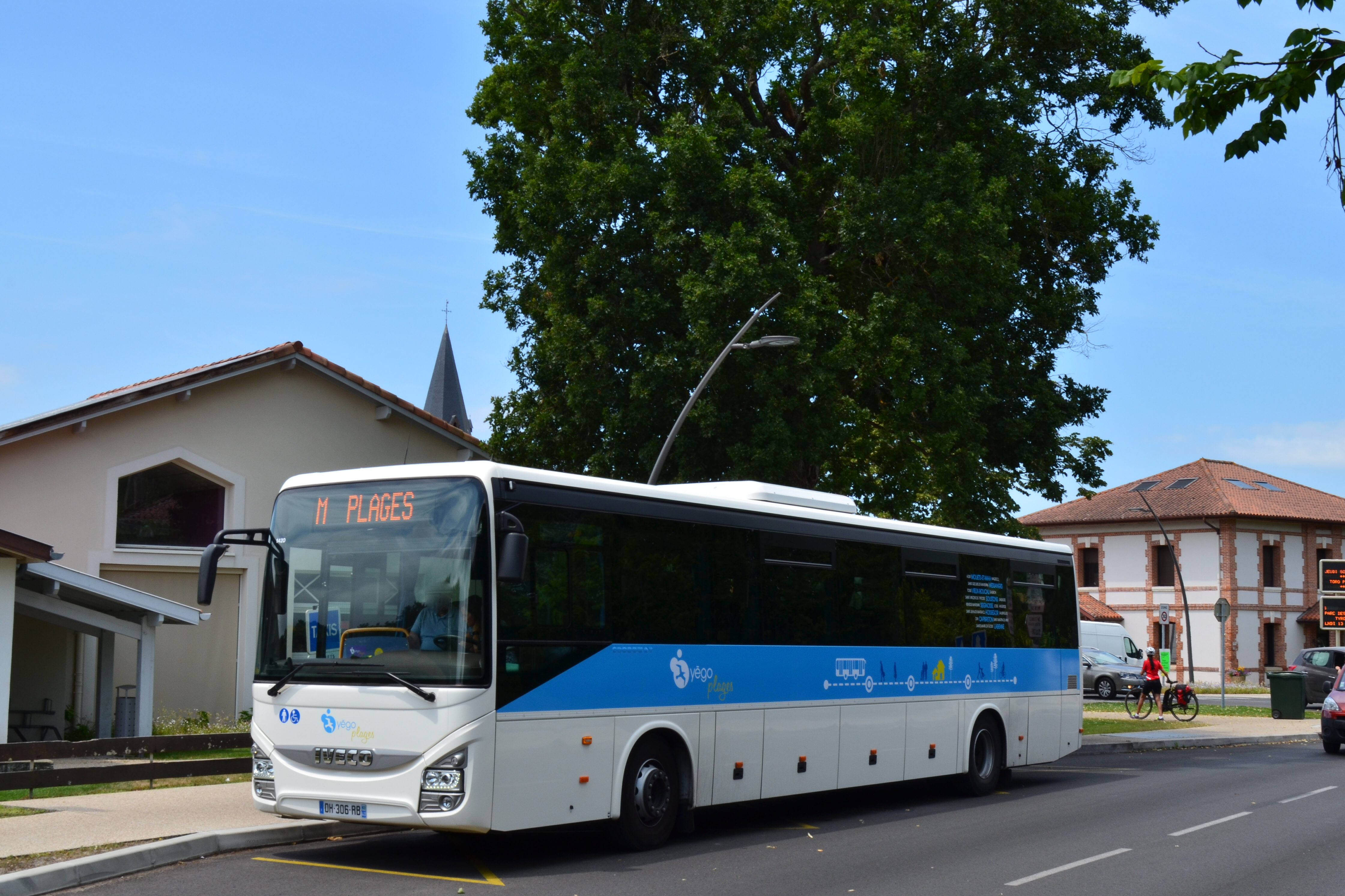
Ligne M Moliets-et-Maâ Office de Tourisme
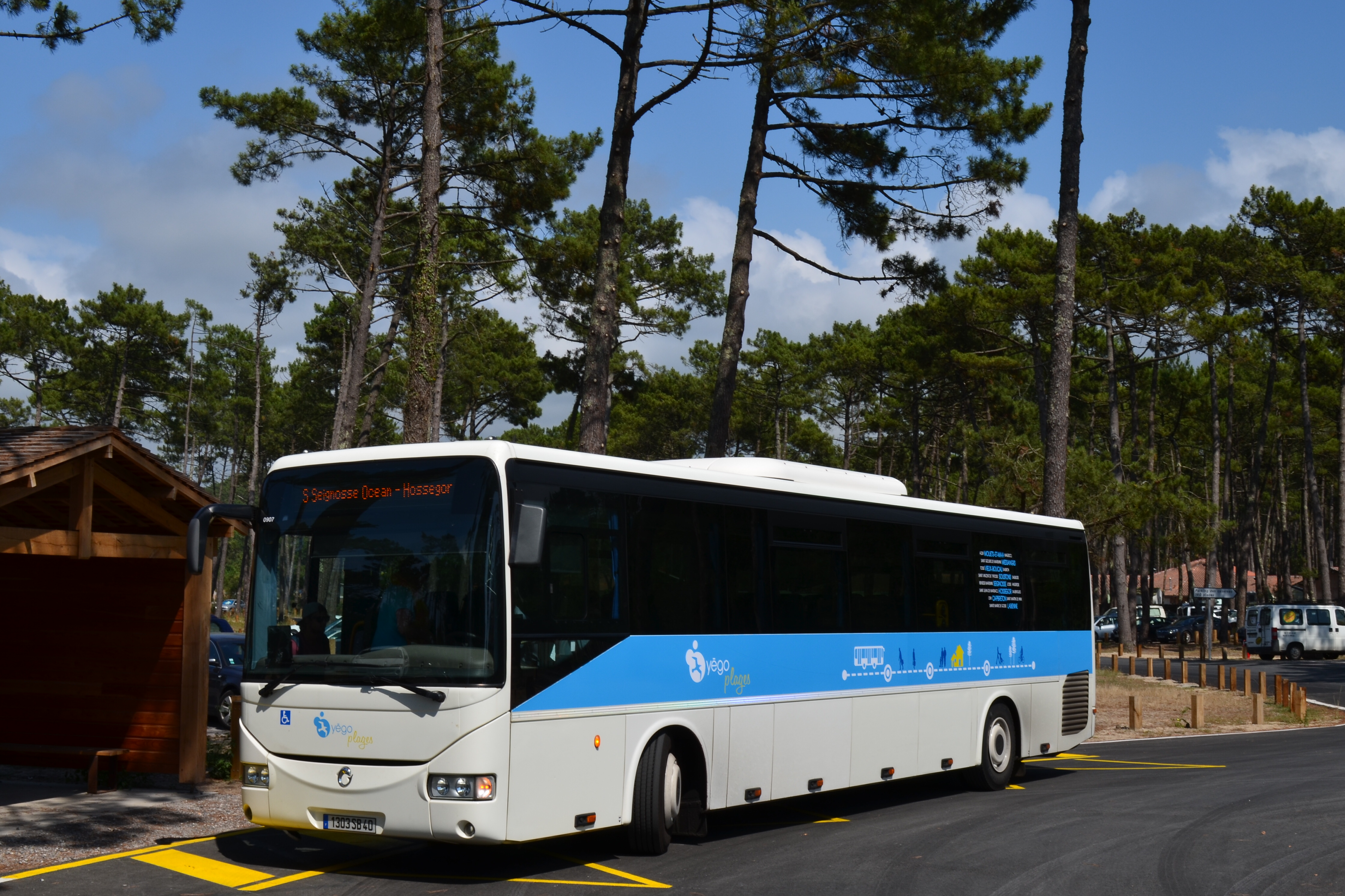
Ligne S Seignosse Plage des Casernes

| 3     | Dernière actualisation : — |                                                                                           |                                                                                           |                                                                                           |                                                                                           |                                                                                           |                                                                                           |                                                                                           |                                                                                           |
| AM    | Soustons — Gymnase de la Fontaine / Azur — Le Tuc ⥋ Messanges — Plage | Soustons — Gymnase de la Fontaine / Azur — Le Tuc ⥋ Messanges — Plage                     | Soustons — Gymnase de la Fontaine / Azur — Le Tuc ⥋ Messanges — Plage                     | Soustons — Gymnase de la Fontaine / Azur — Le Tuc ⥋ Messanges — Plage                     | Soustons — Gymnase de la Fontaine / Azur — Le Tuc ⥋ Messanges — Plage                     | Soustons — Gymnase de la Fontaine / Azur — Le Tuc ⥋ Messanges — Plage                     | Soustons — Gymnase de la Fontaine / Azur — Le Tuc ⥋ Messanges — Plage                     | Soustons — Gymnase de la Fontaine / Azur — Le Tuc ⥋ Messanges — Plage                     | Soustons — Gymnase de la Fontaine / Azur — Le Tuc ⥋ Messanges — Plage                     |
| AM    | Ouverture / Fermeture 4 juillet 2015 / — | Longueur —                                                                                | Durée 40 min                                                                              | Nb. d’arrêts 8                                                                            | Matériel —                                                                                | Jours de fonctionnement L, Ma, Me, J, V, S, D                                             | Jour / Soir / Nuit / Fêtes O / N / N / O                                                  | Voy. / an —                                                                               | Exploitant Trans-Landes                                                                   |
| AM    | Desserte : - Villes et lieux desservis : Soustons (Gymnase de la Fontaine), Azur (Le Tuc, La Paillotte , Azur Rivage / Martin pêcheur, Mairie), Moliets-et-Maâ (Centre Commercial, Office de Tourisme, Craquillots, Plage des Chênes Lièges, Tamaris, Plage Centrale) - Gare(s) desservie(s) : -                                                                                                   |                                                                                           |                                                                                           |                                                                                           |                                                                                           |                                                                                           |                                                                                           |                                                                                           |                                                                                           |
| AM    | Autre : - Arrêts non accessibles aux UFR : — - Particularités : - Date de dernière mise à jour : 18 août 2016. |                                                                                           |                                                                                           |                                                                                           |                                                                                           |                                                                                           |                                                                                           |                                                                                           |                                                                                           |
| AM    | Dernière actualisation : — |                                                                                           |                                                                                           |                                                                                           |                                                                                           |                                                                                           |                                                                                           |                                                                                           |                                                                                           |
| C1    | (circulaire) Capbreton — Camping de La Pointe / Gare Routière ⥋ Capbreton — Gare Routière | (circulaire) Capbreton — Camping de La Pointe / Gare Routière ⥋ Capbreton — Gare Routière | (circulaire) Capbreton — Camping de La Pointe / Gare Routière ⥋ Capbreton — Gare Routière | (circulaire) Capbreton — Camping de La Pointe / Gare Routière ⥋ Capbreton — Gare Routière | (circulaire) Capbreton — Camping de La Pointe / Gare Routière ⥋ Capbreton — Gare Routière | (circulaire) Capbreton — Camping de La Pointe / Gare Routière ⥋ Capbreton — Gare Routière | (circulaire) Capbreton — Camping de La Pointe / Gare Routière ⥋ Capbreton — Gare Routière | (circulaire) Capbreton — Camping de La Pointe / Gare Routière ⥋ Capbreton — Gare Routière | (circulaire) Capbreton — Camping de La Pointe / Gare Routière ⥋ Capbreton — Gare Routière |
| C1    | Ouverture / Fermeture 4 juillet 2015 / — | Longueur —                                                                                | Durée 20 min                                                                              | Nb. d’arrêts 15                                                                           | Matériel Midibus                                                                          | Jours de fonctionnement L, Ma, Me, J, V, S, D                                             | Jour / Soir / Nuit / Fêtes O / N / N / O                                                  | Voy. / an —                                                                               | Exploitant Trans-Landes                                                                   |
| C1    | Desserte : - Villes et lieux desservis : Capbreton (Camping de la Pointe, Chemin de la Pointe, La Civelle, Gare Routière, Mairie, Office de Tourisme, Commandant l'Herminier, Plage Centrale (Rue de la Fregate), Plage La Savane, Plage La Piste) - Gare(s) desservie(s) : - |                                                                                           |                                                                                           |                                                                                           |                                                                                           |                                                                                           |                                                                                           |                                                                                           |                                                                                           |
| C1    | Autre : - Arrêts non accessibles aux UFR : — - Particularités : Les arrêts Camping de la Pointe, Chemin de la Pointe et La Civelle ne sont desservis qu'à certaines courses. - Date de dernière mise à jour : 21 juillet 2015. |                                                                                           |                                                                                           |                                                                                           |                                                                                           |                                                                                           |                                                                                           |                                                                                           |                                                                                           |
| C1    | Dernière actualisation : — |                                                                                           |                                                                                           |                                                                                           |                                                                                           |                                                                                           |                                                                                           |                                                                                           |                                                                                           |
| C2    | (circulaire) Capbreton — Plages Océanides ⥋ Capbreton — Plages Océanides | (circulaire) Capbreton — Plages Océanides ⥋ Capbreton — Plages Océanides                  | (circulaire) Capbreton — Plages Océanides ⥋ Capbreton — Plages Océanides                  | (circulaire) Capbreton — Plages Océanides ⥋ Capbreton — Plages Océanides                  | (circulaire) Capbreton — Plages Océanides ⥋ Capbreton — Plages Océanides                  | (circulaire) Capbreton — Plages Océanides ⥋ Capbreton — Plages Océanides                  | (circulaire) Capbreton — Plages Océanides ⥋ Capbreton — Plages Océanides                  | (circulaire) Capbreton — Plages Océanides ⥋ Capbreton — Plages Océanides                  | (circulaire) Capbreton — Plages Océanides ⥋ Capbreton — Plages Océanides                  |
| C2    | Ouverture / Fermeture 4 juillet 2015 / — | Longueur —                                                                                | Durée 44 min                                                                              | Nb. d’arrêts 19                                                                           | Matériel Midibus                                                                          | Jours de fonctionnement L, Ma, Me, J, V, S, D                                             | Jour / Soir / Nuit / Fêtes O / N / N / O                                                  | Voy. / an —                                                                               | Exploitant Trans-Landes                                                                   |
| C2    | Desserte : - Villes et lieux desservis : Capbreton (Plages Océanides, Alouettes, Mairie, Gare Routière, Cigales Centre Commercial, Collège Parking Relais, Le Bouret (Rue des Campeurs), Commandant l’Herminier, Plage Centrale (Rue de la Frégate), Plage Estacade (Rue de Québec)) - Gare(s) desservie(s) : -                                                                                    |                                                                                           |                                                                                           |                                                                                           |                                                                                           |                                                                                           |                                                                                           |                                                                                           |                                                                                           |
| C2    | Autre : - Arrêts non accessibles aux UFR : — - Particularités : - Date de dernière mise à jour : 21 juillet 2015. |                                                                                           |                                                                                           |                                                                                           |                                                                                           |                                                                                           |                                                                                           |                                                                                           |                                                                                           |
| C2    | Dernière actualisation : — |                                                                                           |                                                                                           |                                                                                           |                                                                                           |                                                                                           |                                                                                           |                                                                                           |                                                                                           |
| E     | Sainte-Marie-de-Gosse — Bourg ⥋ Capbreton — Gare Routière | Sainte-Marie-de-Gosse — Bourg ⥋ Capbreton — Gare Routière                                 | Sainte-Marie-de-Gosse — Bourg ⥋ Capbreton — Gare Routière                                 | Sainte-Marie-de-Gosse — Bourg ⥋ Capbreton — Gare Routière                                 | Sainte-Marie-de-Gosse — Bourg ⥋ Capbreton — Gare Routière                                 | Sainte-Marie-de-Gosse — Bourg ⥋ Capbreton — Gare Routière                                 | Sainte-Marie-de-Gosse — Bourg ⥋ Capbreton — Gare Routière                                 | Sainte-Marie-de-Gosse — Bourg ⥋ Capbreton — Gare Routière                                 | Sainte-Marie-de-Gosse — Bourg ⥋ Capbreton — Gare Routière                                 |
| E     | Ouverture / Fermeture 6 juillet 2016 / — | Longueur —                                                                                | Durée 50 min                                                                              | Nb. d’arrêts 6                                                                            | Matériel —                                                                                | Jours de fonctionnement L, Ma, Me, J, V, S, D                                             | Jour / Soir / Nuit / Fêtes O / N / N / O                                                  | Voy. / an —                                                                               | Exploitant Trans-Landes                                                                   |
| E     | Desserte : - Villes et lieux desservis : Sainte-Marie-de-Gosse (Bourg), Saint-Martin-de-Hinx (Bourg), Saint-Jean-de-Marsacq (Ecole), Saubrigues (La Mamisèle), Bénesse-Maremne (Mairie), Capbreton (Gare Routière) - Gare(s) desservie(s) : - |                                                                                           |                                                                                           |                                                                                           |                                                                                           |                                                                                           |                                                                                           |                                                                                           |                                                                                           |
| E     | Autre : - Arrêts non accessibles aux UFR : — - Particularités : L'aller, la ligne circule sous l'indice "EC1", au retour sous "C1" puis "E". - Date de dernière mise à jour : 18 août 2016. |                                                                                           |                                                                                           |                                                                                           |                                                                                           |                                                                                           |                                                                                           |                                                                                           |                                                                                           |
| E     | Dernière actualisation : — |                                                                                           |                                                                                           |                                                                                           |                                                                                           |                                                                                           |                                                                                           |                                                                                           |                                                                                           |
| H1    | (circulaire) Soorts-Hossegor — Office de Tourisme ⥋ Soorts-Hossegor — Office de Tourisme | (circulaire) Soorts-Hossegor — Office de Tourisme ⥋ Soorts-Hossegor — Office de Tourisme  | (circulaire) Soorts-Hossegor — Office de Tourisme ⥋ Soorts-Hossegor — Office de Tourisme  | (circulaire) Soorts-Hossegor — Office de Tourisme ⥋ Soorts-Hossegor — Office de Tourisme  | (circulaire) Soorts-Hossegor — Office de Tourisme ⥋ Soorts-Hossegor — Office de Tourisme  | (circulaire) Soorts-Hossegor — Office de Tourisme ⥋ Soorts-Hossegor — Office de Tourisme  | (circulaire) Soorts-Hossegor — Office de Tourisme ⥋ Soorts-Hossegor — Office de Tourisme  | (circulaire) Soorts-Hossegor — Office de Tourisme ⥋ Soorts-Hossegor — Office de Tourisme  | (circulaire) Soorts-Hossegor — Office de Tourisme ⥋ Soorts-Hossegor — Office de Tourisme  |
| H1    | Ouverture / Fermeture 4 juillet 2015 / — | Longueur —                                                                                | Durée 30 min                                                                              | Nb. d’arrêts 12                                                                           | Matériel —                                                                                | Jours de fonctionnement L, Ma, Me, J, V, S, D                                             | Jour / Soir / Nuit / Fêtes O / N / N / O                                                  | Voy. / an —                                                                               | Exploitant Trans-Landes                                                                   |
| H1    | Desserte : - Villes et lieux desservis : Soorts-Hossegor (Office de Tourisme, Pasteur, Casino, Place des Fourmis, Primerose, Notre-Dame, Esplanade du Bouret, Place de la Concorde (Mairie)) - Gare(s) desservie(s) : - |                                                                                           |                                                                                           |                                                                                           |                                                                                           |                                                                                           |                                                                                           |                                                                                           |                                                                                           |
| H1    | Autre : - Arrêts non accessibles aux UFR : — - Particularités : Les arrêts Casino et Place des Fourmis sont desservis à certains horaires sur cette ligne, se reporter aux horaires de la navette H2. - Date de dernière mise à jour : 21 juillet 2015. |                                                                                           |                                                                                           |                                                                                           |                                                                                           |                                                                                           |                                                                                           |                                                                                           |                                                                                           |
| H1    | Dernière actualisation : — |                                                                                           |                                                                                           |                                                                                           |                                                                                           |                                                                                           |                                                                                           |                                                                                           |                                                                                           |
| H2    | (circulaire) Soorts-Hossegor — Office de Tourisme ⥋ Soorts-Hossegor — Office de Tourisme | (circulaire) Soorts-Hossegor — Office de Tourisme ⥋ Soorts-Hossegor — Office de Tourisme  | (circulaire) Soorts-Hossegor — Office de Tourisme ⥋ Soorts-Hossegor — Office de Tourisme  | (circulaire) Soorts-Hossegor — Office de Tourisme ⥋ Soorts-Hossegor — Office de Tourisme  | (circulaire) Soorts-Hossegor — Office de Tourisme ⥋ Soorts-Hossegor — Office de Tourisme  | (circulaire) Soorts-Hossegor — Office de Tourisme ⥋ Soorts-Hossegor — Office de Tourisme  | (circulaire) Soorts-Hossegor — Office de Tourisme ⥋ Soorts-Hossegor — Office de Tourisme  | (circulaire) Soorts-Hossegor — Office de Tourisme ⥋ Soorts-Hossegor — Office de Tourisme  | (circulaire) Soorts-Hossegor — Office de Tourisme ⥋ Soorts-Hossegor — Office de Tourisme  |
| H2    | Ouverture / Fermeture 4 juillet 2015 / — | Longueur —                                                                                | Durée 35 min                                                                              | Nb. d’arrêts 15                                                                           | Matériel —                                                                                | Jours de fonctionnement L, Ma, Me, J, V, S, D                                             | Jour / Soir / Nuit / Fêtes O / N / N / O                                                  | Voy. / an —                                                                               | Exploitant Trans-Landes                                                                   |
| H2    | Desserte : - Villes et lieux desservis : Soorts-Hossegor (Office de Tourisme, Pasteur, Chênes Lièges, Plage Blanche, Les Hortensias, Plage Naturiste, Plage de la Gravière, Plage Centrale, Place des Fourmis, Casino, Primerose, Notre-Dame, Esplanade du Bouret, Place de la Concorde (Mairie)) - Gare(s) desservie(s) : -                                                                       |                                                                                           |                                                                                           |                                                                                           |                                                                                           |                                                                                           |                                                                                           |                                                                                           |                                                                                           |
| H2    | Autre : - Arrêts non accessibles aux UFR : — - Particularités : - Date de dernière mise à jour : 21 juillet 2015. |                                                                                           |                                                                                           |                                                                                           |                                                                                           |                                                                                           |                                                                                           |                                                                                           |                                                                                           |
| H2    | Dernière actualisation : — |                                                                                           |                                                                                           |                                                                                           |                                                                                           |                                                                                           |                                                                                           |                                                                                           |                                                                                           |
| L     | Labenne — Gare SNCF ⥋ Labenne — Plage | Labenne — Gare SNCF ⥋ Labenne — Plage                                                     | Labenne — Gare SNCF ⥋ Labenne — Plage                                                     | Labenne — Gare SNCF ⥋ Labenne — Plage                                                     | Labenne — Gare SNCF ⥋ Labenne — Plage                                                     | Labenne — Gare SNCF ⥋ Labenne — Plage                                                     | Labenne — Gare SNCF ⥋ Labenne — Plage                                                     | Labenne — Gare SNCF ⥋ Labenne — Plage                                                     | Labenne — Gare SNCF ⥋ Labenne — Plage                                                     |
| L     | Ouverture / Fermeture 4 juillet 2015 / — | Longueur —                                                                                | Durée 18 min                                                                              | Nb. d’arrêts 8                                                                            | Matériel —                                                                                | Jours de fonctionnement L, Ma, Me, J, V, S, D                                             | Jour / Soir / Nuit / Fêtes O / N / N / O                                                  | Voy. / an —                                                                               | Exploitant Trans-Landes                                                                   |
| L     | Desserte : - Villes et lieux desservis : Labenne (Gare SNCF, Foyer, Lartigau, Les Résiniers, Tilleuls, Zoo, Parc de Loisirs, Plage) - Gare(s) desservie(s) : Gare de Labenne |                                                                                           |                                                                                           |                                                                                           |                                                                                           |                                                                                           |                                                                                           |                                                                                           |                                                                                           |
| L     | Autre : - Arrêts non accessibles aux UFR : — - Particularités : - Date de dernière mise à jour : 21 juillet 2015. |                                                                                           |                                                                                           |                                                                                           |                                                                                           |                                                                                           |                                                                                           |                                                                                           |                                                                                           |
| L     | Dernière actualisation : — |                                                                                           |                                                                                           |                                                                                           |                                                                                           |                                                                                           |                                                                                           |                                                                                           |                                                                                           |
| S     | Seignosse — École ⥋ Soorts-Hossegor — Office de Tourisme | Seignosse — École ⥋ Soorts-Hossegor — Office de Tourisme                                  | Seignosse — École ⥋ Soorts-Hossegor — Office de Tourisme                                  | Seignosse — École ⥋ Soorts-Hossegor — Office de Tourisme                                  | Seignosse — École ⥋ Soorts-Hossegor — Office de Tourisme                                  | Seignosse — École ⥋ Soorts-Hossegor — Office de Tourisme                                  | Seignosse — École ⥋ Soorts-Hossegor — Office de Tourisme                                  | Seignosse — École ⥋ Soorts-Hossegor — Office de Tourisme                                  | Seignosse — École ⥋ Soorts-Hossegor — Office de Tourisme                                  |
| S     | Ouverture / Fermeture 4 juillet 2015 / — | Longueur —                                                                                | Durée 30 min                                                                              | Nb. d’arrêts 18                                                                           | Matériel —                                                                                | Jours de fonctionnement L, Ma, Me, J, V, S, D                                             | Jour / Soir / Nuit / Fêtes O / N / N / O                                                  | Voy. / an —                                                                               | Exploitant Trans-Landes                                                                   |
| S     | Desserte : - Villes et lieux desservis : Tosse (Les Bruyères (Camping), Église), Saubion (Mairie, Pomme de Pin), Seignosse (École, Réserve Naturelle, 2 Étangs, Les Roseaux, Plage des Casernes, Office de Tourisme, Bourdaines, Centre Commercial Estagnots, Place du Soleil, Fond du Lac), Soorts-Hossegor (Plage du Rey, Air Camping-Car, Stade, Office de Tourisme) - Gare(s) desservie(s) : - |                                                                                           |                                                                                           |                                                                                           |                                                                                           |                                                                                           |                                                                                           |                                                                                           |                                                                                           |
| S     | Autre : - Arrêts non accessibles aux UFR : — - Particularités : - Date de dernière mise à jour : 21 juillet 2015. |                                                                                           |                                                                                           |                                                                                           |                                                                                           |                                                                                           |                                                                                           |                                                                                           |                                                                                           |
| S     | Dernière actualisation : — |                                                                                           |                                                                                           |                                                                                           |                                                                                           |                                                                                           |                                                                                           |                                                                                           |                                                                                           |

- Ligne 03 Plages 
 Messanges Plage
- Ligne AM 
 Messanges Plage
- Ligne H1 
 Soorts-Hossegor Plage Centrale
- Ligne H2 
 Soorts-Hossegor Plage Centrale
- Ligne M 
 Moliets-et-Maâ Office de Tourisme
- Ligne S 
 Seignosse Plage des Casernes

### Anciennes lignes
| Ligne | Caractéristiques | Caractéristiques                                                                     | Caractéristiques                                                                     | Caractéristiques                                                                     | Caractéristiques                                                                     | Caractéristiques                                                                     | Caractéristiques                                                                     | Caractéristiques                                                                     | Caractéristiques                                                                     |
| 1     | Labenne — Gare SNCF ⥋ Saint-Vincent-de-Tyrosse — Burry / Lycée | Labenne — Gare SNCF ⥋ Saint-Vincent-de-Tyrosse — Burry / Lycée                       | Labenne — Gare SNCF ⥋ Saint-Vincent-de-Tyrosse — Burry / Lycée                       | Labenne — Gare SNCF ⥋ Saint-Vincent-de-Tyrosse — Burry / Lycée                       | Labenne — Gare SNCF ⥋ Saint-Vincent-de-Tyrosse — Burry / Lycée                       | Labenne — Gare SNCF ⥋ Saint-Vincent-de-Tyrosse — Burry / Lycée                       | Labenne — Gare SNCF ⥋ Saint-Vincent-de-Tyrosse — Burry / Lycée                       | Labenne — Gare SNCF ⥋ Saint-Vincent-de-Tyrosse — Burry / Lycée                       | Labenne — Gare SNCF ⥋ Saint-Vincent-de-Tyrosse — Burry / Lycée                       |
| ----- | --- | ------------------------------------------------------------------------------------ | ------------------------------------------------------------------------------------ | ------------------------------------------------------------------------------------ | ------------------------------------------------------------------------------------ | ------------------------------------------------------------------------------------ | ------------------------------------------------------------------------------------ | ------------------------------------------------------------------------------------ | ------------------------------------------------------------------------------------ |
| 1     | Ouverture / Fermeture 25 août 2014 / 3 septembre 2017 | Longueur —                                                                           | Durée 46 min                                                                         | Nb. d’arrêts 23                                                                      | Matériel Urbanway 12                                                                 | Jours de fonctionnement L, Ma, Me, J, V, S                                           | Jour / Soir / Nuit / Fêtes O / N / N / N                                             | Voy. / an —                                                                          | Exploitant Trans-Landes                                                              |
| 1     | Desserte : - Villes et lieux desservis : Labenne (Gare SNCF, Foyer, Lartigau), Capbreton (La Civelle, Église, Gare Routière, Stade, Collège Jean Rostand), Soorts-Hossegor (Office de Tourisme, Ecole, Stade, Zone Artisanale Pédebert) , Seignosse (Ecole, Gambetta) , Angresse (Mairie, Zone Artisanale du Tuquet), Saubion (Hôtel de Ville) et Saint-Vincent-de-Tyrosse (Tourren, Gare SNCF, Mairie, Casablanca, Burry, Lycée). - Gare(s) desservie(s) : Gare de Labenne, Gare de Saint-Vincent-de-Tyrosse |                                                                                      |                                                                                      |                                                                                      |                                                                                      |                                                                                      |                                                                                      |                                                                                      |                                                                                      |
| 1     | Autre : - Arrêts non accessibles aux UFR : — - Particularités : La ligne fonctionne du lundi au samedi de 6 h 35 à 19 h 45. - Date de dernière mise à jour : 2 septembre 2017. |                                                                                      |                                                                                      |                                                                                      |                                                                                      |                                                                                      |                                                                                      |                                                                                      |                                                                                      |

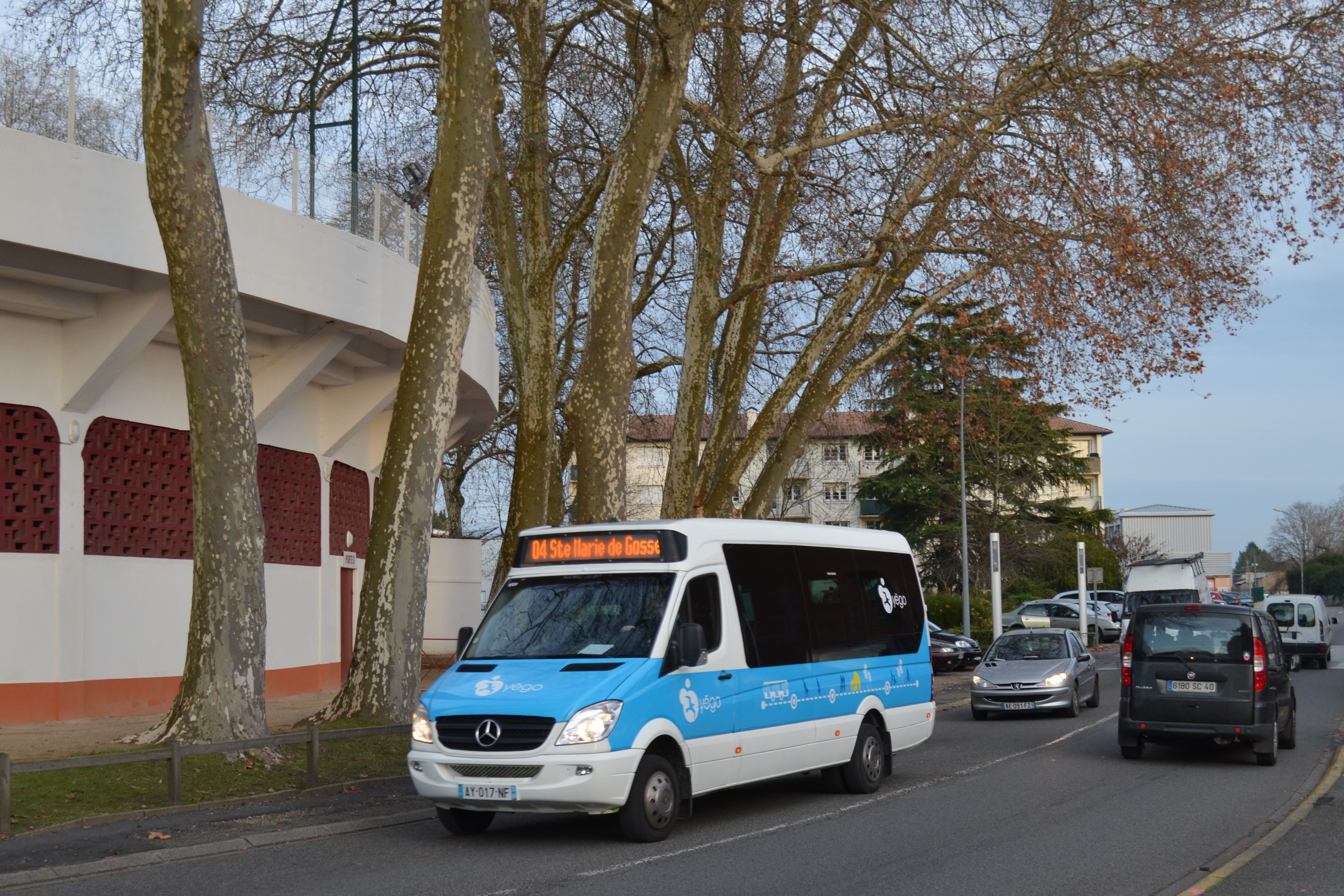
Ligne 04

| 1     | Dernière actualisation : — |                                                                                      |                                                                                      |                                                                                      |                                                                                      |                                                                                      |                                                                                      |                                                                                      |                                                                                      |
| 4     | Sainte-Marie-de-Gosse — Bourg ⥋ Saint-Vincent-de-Tyrosse — Casablanca | Sainte-Marie-de-Gosse — Bourg ⥋ Saint-Vincent-de-Tyrosse — Casablanca                | Sainte-Marie-de-Gosse — Bourg ⥋ Saint-Vincent-de-Tyrosse — Casablanca                | Sainte-Marie-de-Gosse — Bourg ⥋ Saint-Vincent-de-Tyrosse — Casablanca                | Sainte-Marie-de-Gosse — Bourg ⥋ Saint-Vincent-de-Tyrosse — Casablanca                | Sainte-Marie-de-Gosse — Bourg ⥋ Saint-Vincent-de-Tyrosse — Casablanca                | Sainte-Marie-de-Gosse — Bourg ⥋ Saint-Vincent-de-Tyrosse — Casablanca                | Sainte-Marie-de-Gosse — Bourg ⥋ Saint-Vincent-de-Tyrosse — Casablanca                | Sainte-Marie-de-Gosse — Bourg ⥋ Saint-Vincent-de-Tyrosse — Casablanca                |
| 4     | Ouverture / Fermeture 25 août 2014 / 2 janvier 2016 | Longueur —                                                                           | Durée 26 min                                                                         | Nb. d’arrêts 6                                                                       | Matériel Ligneo 23                                                                   | Jours de fonctionnement L, Ma, Me, J, V                                              | Jour / Soir / Nuit / Fêtes O / N / N / N                                             | Voy. / an —                                                                          | Exploitant Trans-Landes                                                              |
| 4     | Desserte : - Villes et lieux desservis : Sainte-Marie-de-Gosse (Bourg), Saint-Martin-de-Hinx (Bourg), Saint-Jean-de-Marsacq (Ecole) , Saint-Vincent-de-Tyrosse (Gare SNCF, Mairie, Cassablanca). - Gare(s) desservie(s) : Gare de Saint-Vincent-de-Tyrosse |                                                                                      |                                                                                      |                                                                                      |                                                                                      |                                                                                      |                                                                                      |                                                                                      |                                                                                      |
| 4     | Autre : - Arrêts non accessibles aux UFR : — - Particularités : La ligne fonctionne du lundi au samedi de 8 h 5 à 17 h 51. - Date de dernière mise à jour : 24 octobre 2015. |                                                                                      |                                                                                      |                                                                                      |                                                                                      |                                                                                      |                                                                                      |                                                                                      |                                                                                      |
| 4     | Dernière actualisation : — |                                                                                      |                                                                                      |                                                                                      |                                                                                      |                                                                                      |                                                                                      |                                                                                      |                                                                                      |
| 4     | Saubrigues — La Mamisèle ⥋ Saint-Vincent-de-Tyrosse — Casablanca | Saubrigues — La Mamisèle ⥋ Saint-Vincent-de-Tyrosse — Casablanca                     | Saubrigues — La Mamisèle ⥋ Saint-Vincent-de-Tyrosse — Casablanca                     | Saubrigues — La Mamisèle ⥋ Saint-Vincent-de-Tyrosse — Casablanca                     | Saubrigues — La Mamisèle ⥋ Saint-Vincent-de-Tyrosse — Casablanca                     | Saubrigues — La Mamisèle ⥋ Saint-Vincent-de-Tyrosse — Casablanca                     | Saubrigues — La Mamisèle ⥋ Saint-Vincent-de-Tyrosse — Casablanca                     | Saubrigues — La Mamisèle ⥋ Saint-Vincent-de-Tyrosse — Casablanca                     | Saubrigues — La Mamisèle ⥋ Saint-Vincent-de-Tyrosse — Casablanca                     |
| 4     | Ouverture / Fermeture 25 août 2014 / 2 janvier 2016 | Longueur —                                                                           | Durée 21 min                                                                         | Nb. d’arrêts 5                                                                       | Matériel Ligneo 23                                                                   | Jours de fonctionnement L, Ma, Me, J, V                                              | Jour / Soir / Nuit / Fêtes O / N / N / N                                             | Voy. / an —                                                                          | Exploitant Trans-Landes                                                              |
| 4     | Desserte : - Villes et lieux desservis : Saubrigues (La Mamisèle), Benesse-Maremne (Mairie), Saint-Vincent-de-Tyrosse (Gare SNCF, Mairie, Cassablanca) - Gare(s) desservie(s) : Gare de Saint-Vincent-de-Tyrosse |                                                                                      |                                                                                      |                                                                                      |                                                                                      |                                                                                      |                                                                                      |                                                                                      |                                                                                      |
| 4     | Autre : - Arrêts non accessibles aux UFR : — - Particularités : La ligne fonctionne du lundi au samedi de 9 h 5 à 18 h 26. - Date de dernière mise à jour : 24 octobre 2015. |                                                                                      |                                                                                      |                                                                                      |                                                                                      |                                                                                      |                                                                                      |                                                                                      |                                                                                      |
| 4     | Dernière actualisation : — |                                                                                      |                                                                                      |                                                                                      |                                                                                      |                                                                                      |                                                                                      |                                                                                      |                                                                                      |
| M     | (circulaire) Moliets-et-Maâ — Centre Commercial ⥋ Moliets-et-Maâ — Centre Commercial | (circulaire) Moliets-et-Maâ — Centre Commercial ⥋ Moliets-et-Maâ — Centre Commercial | (circulaire) Moliets-et-Maâ — Centre Commercial ⥋ Moliets-et-Maâ — Centre Commercial | (circulaire) Moliets-et-Maâ — Centre Commercial ⥋ Moliets-et-Maâ — Centre Commercial | (circulaire) Moliets-et-Maâ — Centre Commercial ⥋ Moliets-et-Maâ — Centre Commercial | (circulaire) Moliets-et-Maâ — Centre Commercial ⥋ Moliets-et-Maâ — Centre Commercial | (circulaire) Moliets-et-Maâ — Centre Commercial ⥋ Moliets-et-Maâ — Centre Commercial | (circulaire) Moliets-et-Maâ — Centre Commercial ⥋ Moliets-et-Maâ — Centre Commercial | (circulaire) Moliets-et-Maâ — Centre Commercial ⥋ Moliets-et-Maâ — Centre Commercial |
| M     | Ouverture / Fermeture 4 juillet 2015 / 31 août 2015 | Longueur —                                                                           | Durée 34 min                                                                         | Nb. d’arrêts 12                                                                      | Matériel —                                                                           | Jours de fonctionnement L, Ma, Me, J, V, S, D                                        | Jour / Soir / Nuit / Fêtes O / N / N / O                                             | Voy. / an —                                                                          | Exploitant Trans-Landes                                                              |
| M     | Desserte : - Villes et lieux desservis : Moliets-et-Maâ (Centre Commercial, Office de Tourisme, Craquillots, Plage des Chênes Lièges, Tamaris, Plage Centrale) - Gare(s) desservie(s) : - |                                                                                      |                                                                                      |                                                                                      |                                                                                      |                                                                                      |                                                                                      |                                                                                      |                                                                                      |
| M     | Autre : - Arrêts non accessibles aux UFR : — - Particularités : - Date de dernière mise à jour : 18 août 2016. |                                                                                      |                                                                                      |                                                                                      |                                                                                      |                                                                                      |                                                                                      |                                                                                      |                                                                                      |
| M     | Dernière actualisation : — |                                                                                      |                                                                                      |                                                                                      |                                                                                      |                                                                                      |                                                                                      |                                                                                      |                                                                                      |
| TAD 5 | Azur — Mairie ⥋ Soustons — Cramat | Azur — Mairie ⥋ Soustons — Cramat                                                    | Azur — Mairie ⥋ Soustons — Cramat                                                    | Azur — Mairie ⥋ Soustons — Cramat                                                    | Azur — Mairie ⥋ Soustons — Cramat                                                    | Azur — Mairie ⥋ Soustons — Cramat                                                    | Azur — Mairie ⥋ Soustons — Cramat                                                    | Azur — Mairie ⥋ Soustons — Cramat                                                    | Azur — Mairie ⥋ Soustons — Cramat                                                    |
| TAD 5 | Ouverture / Fermeture 25 août 2014 / 2 janvier 2016 | Longueur —                                                                           | Durée 15 min                                                                         | Nb. d’arrêts 3                                                                       | Matériel Ducato                                                                      | Jours de fonctionnement L, Me                                                        | Jour / Soir / Nuit / Fêtes O / N / N / N                                             | Voy. / an —                                                                          | Exploitant Trans-Landes                                                              |
| TAD 5 | Desserte : - Villes et lieux desservis : Azur (Mairie), Soustons (Darrigade, Cramat) - Gare(s) desservie(s) : - |                                                                                      |                                                                                      |                                                                                      |                                                                                      |                                                                                      |                                                                                      |                                                                                      |                                                                                      |
| TAD 5 | Autre : - Arrêts non accessibles aux UFR : — - Particularités : La ligne fonctionne le lundi et mercredi avec 2 A/R. - Date de dernière mise à jour : 24 octobre 2015. |                                                                                      |                                                                                      |                                                                                      |                                                                                      |                                                                                      |                                                                                      |                                                                                      |                                                                                      |
| TAD 5 | Dernière actualisation : — |                                                                                      |                                                                                      |                                                                                      |                                                                                      |                                                                                      |                                                                                      |                                                                                      |                                                                                      |
| TAD 6 | Magescq — Mairie ⥋ Soustons — Cramat | Magescq — Mairie ⥋ Soustons — Cramat                                                 | Magescq — Mairie ⥋ Soustons — Cramat                                                 | Magescq — Mairie ⥋ Soustons — Cramat                                                 | Magescq — Mairie ⥋ Soustons — Cramat                                                 | Magescq — Mairie ⥋ Soustons — Cramat                                                 | Magescq — Mairie ⥋ Soustons — Cramat                                                 | Magescq — Mairie ⥋ Soustons — Cramat                                                 | Magescq — Mairie ⥋ Soustons — Cramat                                                 |
| TAD 6 | Ouverture / Fermeture 25 août 2014 / 2 janvier 2016 | Longueur —                                                                           | Durée 15 min                                                                         | Nb. d’arrêts 3                                                                       | Matériel Ducato                                                                      | Jours de fonctionnement L, Ma                                                        | Jour / Soir / Nuit / Fêtes O / N / N / N                                             | Voy. / an —                                                                          | Exploitant Trans-Landes                                                              |
| TAD 6 | Desserte : - Villes et lieux desservis : Magescq (Mairie), Soustons (Darrigade, Cramat) - Gare(s) desservie(s) : - |                                                                                      |                                                                                      |                                                                                      |                                                                                      |                                                                                      |                                                                                      |                                                                                      |                                                                                      |
| TAD 6 | Autre : - Arrêts non accessibles aux UFR : — - Particularités : La ligne fonctionne le lundi et mercredi avec 2 A/R. - Date de dernière mise à jour : 24 octobre 2015. |                                                                                      |                                                                                      |                                                                                      |                                                                                      |                                                                                      |                                                                                      |                                                                                      |                                                                                      |
| TAD 6 | Dernière actualisation : — |                                                                                      |                                                                                      |                                                                                      |                                                                                      |                                                                                      |                                                                                      |                                                                                      |                                                                                      |
| TAD 7 | Saubusse — Pôle Médico-Commercial ⥋ Saint-Vincent-de-Tyrosse - Tourren | Saubusse — Pôle Médico-Commercial ⥋ Saint-Vincent-de-Tyrosse - Tourren               | Saubusse — Pôle Médico-Commercial ⥋ Saint-Vincent-de-Tyrosse - Tourren               | Saubusse — Pôle Médico-Commercial ⥋ Saint-Vincent-de-Tyrosse - Tourren               | Saubusse — Pôle Médico-Commercial ⥋ Saint-Vincent-de-Tyrosse - Tourren               | Saubusse — Pôle Médico-Commercial ⥋ Saint-Vincent-de-Tyrosse - Tourren               | Saubusse — Pôle Médico-Commercial ⥋ Saint-Vincent-de-Tyrosse - Tourren               | Saubusse — Pôle Médico-Commercial ⥋ Saint-Vincent-de-Tyrosse - Tourren               | Saubusse — Pôle Médico-Commercial ⥋ Saint-Vincent-de-Tyrosse - Tourren               |
| TAD 7 | Ouverture / Fermeture 25 août 2014 / 2 janvier 2016 | Longueur —                                                                           | Durée 31 min                                                                         | Nb. d’arrêts 5                                                                       | Matériel Ducato                                                                      | Jours de fonctionnement L, V                                                         | Jour / Soir / Nuit / Fêtes O / N / N / N                                             | Voy. / an —                                                                          | Exploitant Trans-Landes                                                              |
| TAD 7 | Desserte : - Villes et lieux desservis : Saubusse (Pôle Médico-Commercial), Josse (Fronton) et Saint-Vincent-de-Tyrosse (Casablanca, Mairie, Tourren) - Gare(s) desservie(s) : - |                                                                                      |                                                                                      |                                                                                      |                                                                                      |                                                                                      |                                                                                      |                                                                                      |                                                                                      |
| TAD 7 | Autre : - Arrêts non accessibles aux UFR : — - Particularités : La ligne fonctionne le lundi et vendredi avec 2 A/R. - Date de dernière mise à jour : 24 octobre 2015. |                                                                                      |                                                                                      |                                                                                      |                                                                                      |                                                                                      |                                                                                      |                                                                                      |                                                                                      |
| TAD 7 | Dernière actualisation : — |                                                                                      |                                                                                      |                                                                                      |                                                                                      |                                                                                      |                                                                                      |                                                                                      |                                                                                      |
| TAD 8 | Orx — Ecole ⥋ Labenne — Gare SNCF | Orx — Ecole ⥋ Labenne — Gare SNCF                                                    | Orx — Ecole ⥋ Labenne — Gare SNCF                                                    | Orx — Ecole ⥋ Labenne — Gare SNCF                                                    | Orx — Ecole ⥋ Labenne — Gare SNCF                                                    | Orx — Ecole ⥋ Labenne — Gare SNCF                                                    | Orx — Ecole ⥋ Labenne — Gare SNCF                                                    | Orx — Ecole ⥋ Labenne — Gare SNCF                                                    | Orx — Ecole ⥋ Labenne — Gare SNCF                                                    |
| TAD 8 | Ouverture / Fermeture 25 août 2014 / 2 janvier 2016 | Longueur —                                                                           | Durée 12 min                                                                         | Nb. d’arrêts 3                                                                       | Matériel Ducato                                                                      | Jours de fonctionnement Ma, S                                                        | Jour / Soir / Nuit / Fêtes O / N / N / N                                             | Voy. / an —                                                                          | Exploitant Trans-Landes                                                              |
| TAD 8 | Desserte : - Villes et lieux desservis : Orx (Ecole) et Labenne (Foyer, Gare SNCF) - Gare(s) desservie(s) : Gare de Labenne |                                                                                      |                                                                                      |                                                                                      |                                                                                      |                                                                                      |                                                                                      |                                                                                      |                                                                                      |
| TAD 8 | Autre : - Arrêts non accessibles aux UFR : — - Particularités : La ligne fonctionne le mardi et samedi avec 1 A/R. - Date de dernière mise à jour : 24 octobre 2015. |                                                                                      |                                                                                      |                                                                                      |                                                                                      |                                                                                      |                                                                                      |                                                                                      |                                                                                      |
| TAD 8 | Dernière actualisation : — |                                                                                      |                                                                                      |                                                                                      |                                                                                      |                                                                                      |                                                                                      |                                                                                      |                                                                                      |
| TAD 9 | Bénesse-Maremne — Mairie ⥋ Capbreton — Mairie | Bénesse-Maremne — Mairie ⥋ Capbreton — Mairie                                        | Bénesse-Maremne — Mairie ⥋ Capbreton — Mairie                                        | Bénesse-Maremne — Mairie ⥋ Capbreton — Mairie                                        | Bénesse-Maremne — Mairie ⥋ Capbreton — Mairie                                        | Bénesse-Maremne — Mairie ⥋ Capbreton — Mairie                                        | Bénesse-Maremne — Mairie ⥋ Capbreton — Mairie                                        | Bénesse-Maremne — Mairie ⥋ Capbreton — Mairie                                        | Bénesse-Maremne — Mairie ⥋ Capbreton — Mairie                                        |
| TAD 9 | Ouverture / Fermeture 25 août 2014 / 2 janvier 2016 | Longueur —                                                                           | Durée 10 min                                                                         | Nb. d’arrêts 2                                                                       | Matériel Ducato                                                                      | Jours de fonctionnement Me, S                                                        | Jour / Soir / Nuit / Fêtes O / N / N / N                                             | Voy. / an —                                                                          | Exploitant Trans-Landes                                                              |
| TAD 9 | Desserte : - Villes et lieux desservis : Bénesse-Maremne (Mairie), Capbreton (Gare Routière, Mairie) - Gare(s) desservie(s) : - |                                                                                      |                                                                                      |                                                                                      |                                                                                      |                                                                                      |                                                                                      |                                                                                      |                                                                                      |
| TAD 9 | Autre : - Arrêts non accessibles aux UFR : — - Particularités : La ligne fonctionne le mercredi et samedi avec 1 A/R. - Date de dernière mise à jour : 24 octobre 2015. |                                                                                      |                                                                                      |                                                                                      |                                                                                      |                                                                                      |                                                                                      |                                                                                      |                                                                                      |
| TAD 9 | Dernière actualisation : — |                                                                                      |                                                                                      |                                                                                      |                                                                                      |                                                                                      |                                                                                      |                                                                                      |                                                                                      |

- Ligne 04

## Parc de véhicules
Au 10 janvier 2021, le parc d'autobus et de bus du réseau Yégo est composé de 30 véhicules dont 8 bus standards, 4 midibus, 8 minibus et 10 Autocars. Au sein de cette flotte, les autres véhicules sont équipés de moteurs Diesel.

### Bus standards
| Constructeur  | Modèle     | Nombre | Numéros de parc | Période de mise en service            | Affectation           | Observation |
| ------------- | ---------- | ------ | --------------- | ------------------------------------- | --------------------- | ----------- |
| Heuliez Bus   | GX 327     | 1      | 1502            | Mars 2007                             | - Régulières : 1A 2 3 |             |
| Irisbus       | Agora S    | 1      | 1623            | Mars 2005                             | - Régulières : 1A 2 3 |             |
| Iveco Bus     | Urbaway 12 | 4      | 1423-1426       | Septembre 2014                        | - Régulières : 1A 2 3 |             |
| Mercedes-Benz | Citaro C2  | 2      | 1622, 1817      | Entre novembre 2016 et septembre 2018 | - Régulières : 1A 2 3 |             |

### Midibus
| Constructeur    | Modèle             | Nombre | Numéros de parc | Période de mise en service | Affectation         | Observation |
| --------------- | ------------------ | ------ | --------------- | -------------------------- | ------------------- | ----------- |
| Heuliez Bus     | GX 127             | 1      | 1601            | Juin 2008                  | - Estivales : C1 C2 |             |
| MAN Truck & Bus | Lion's City M      | 1      | 0706            | Mars 2007                  | - Estivales : C1 C2 |             |
| Mercedes-Benz   | Citaro K           | 1      | 0806            | Novembre 2008              | - Estivales : C1 C2 |             |
| Neoplan         | Centroliner N 4411 | 1      | 0406            | Juin 2004                  | - Estivales : C1 C2 |             |

### Minibus
| Constructeur  | Modèle           | Nombre | Numéros de parc | Période de mise en service      | Affectation                             | Observation |
| ------------- | ---------------- | ------ | --------------- | ------------------------------- | --------------------------------------- | ----------- |
| Citroën       | Noventis 400     | 1      | 1111            | Mars 2006                       | - Régulières : 1B - Estivales : H1 H2 L |             |
| Fiat          | City 21          | 2      | 1205, 1302      | Entre octobre 2012 et juin 2013 | - Régulières : 1B - Estivales : H1 H2 L |             |
| Fiat          | Ducato           | 1      | 1416            | Juin 2014                       | - Estivales : H2                        |             |
| Mercedes-Benz | Ligneo 23 S      | 1      | 1015            | Août 2010                       | - Régulières : 1B - Estivales : H1 H2   |             |
| Mercedes-Benz | Sprinter City 35 | 3      | 1503-1505       | Mai 2015                        | - Régulières : 1B - Estivales : H1 H2 L |             |

### Autocars
| Constructeur  | Modèle           | Nombre | Numéros de parc      | Période de mise en service       | Affectation        | Observation |
| ------------- | ---------------- | ------ | -------------------- | -------------------------------- | ------------------ | ----------- |
| Irisbus       | Crossway         | 4      | 0815-0816, 0907-0908 | Entre novembre 2008 et mars 2009 | - Estivales : AM S |             |
| Iveco Bus     | Crossway LE Line | 3      | 1419-1420, 1422      | Juillet 2014                     | - Estivales : AM M |             |
| Mercedes-Benz | Intouro ME       | 3      | 1614, 1619-1620      | Entre août 2012 à octobre 2012   | - Estivales : AM S |             |

### Dépôts
- Le dépôt de SPL Trans-Landes est situé dans la principauté, au 7 rue des Pignats, 40140 Soustons